# Maxim Gazendam
Maxim Gazendam (Monster, 1981) is een Nederlands zand- en ijskunstenaar. In 2015 werd hij Nederlands en Europees kampioen zandsculptuur. 
Gazendam groeide op in Scheveningen, waar hij regelmatig op het strand speelde. Gazendams interesse voor de zandkunst ontstond in 1998 tijdens een workshop van de Zandacademie, waar hij in het kader van een teamuitje aan mee deed met zijn collega’s van Madurodam, het Haagse attractiepark waar Gazendam op dat moment een bijbaantje had. Het spelen in de “zandbak voor grote mensen” wist hem direct te raken, en binnen enkele maanden werkte hij al mee aan een internationaal zandsculpturenfestival in Scheveningen. Tijdens zijn studententijd hielp hij onder andere mee aan een campagne rondom de restauratie van de Dom van Maagdenburg, door deze kathedraal op locatie in zand na te bouwen. Na het afronden van zijn studie Bouwkunde aan de TU Delft maakte Gazendam in 2005 van zijn hobby zijn beroep. In 2015 werd hij uitgeroepen tot Nederlands en Europees kampioen zandsculptuur.
In 1999 was Gazendam te gast als teamlid bij Dit was het nieuws.    